# Underrättelser för sjöfarande

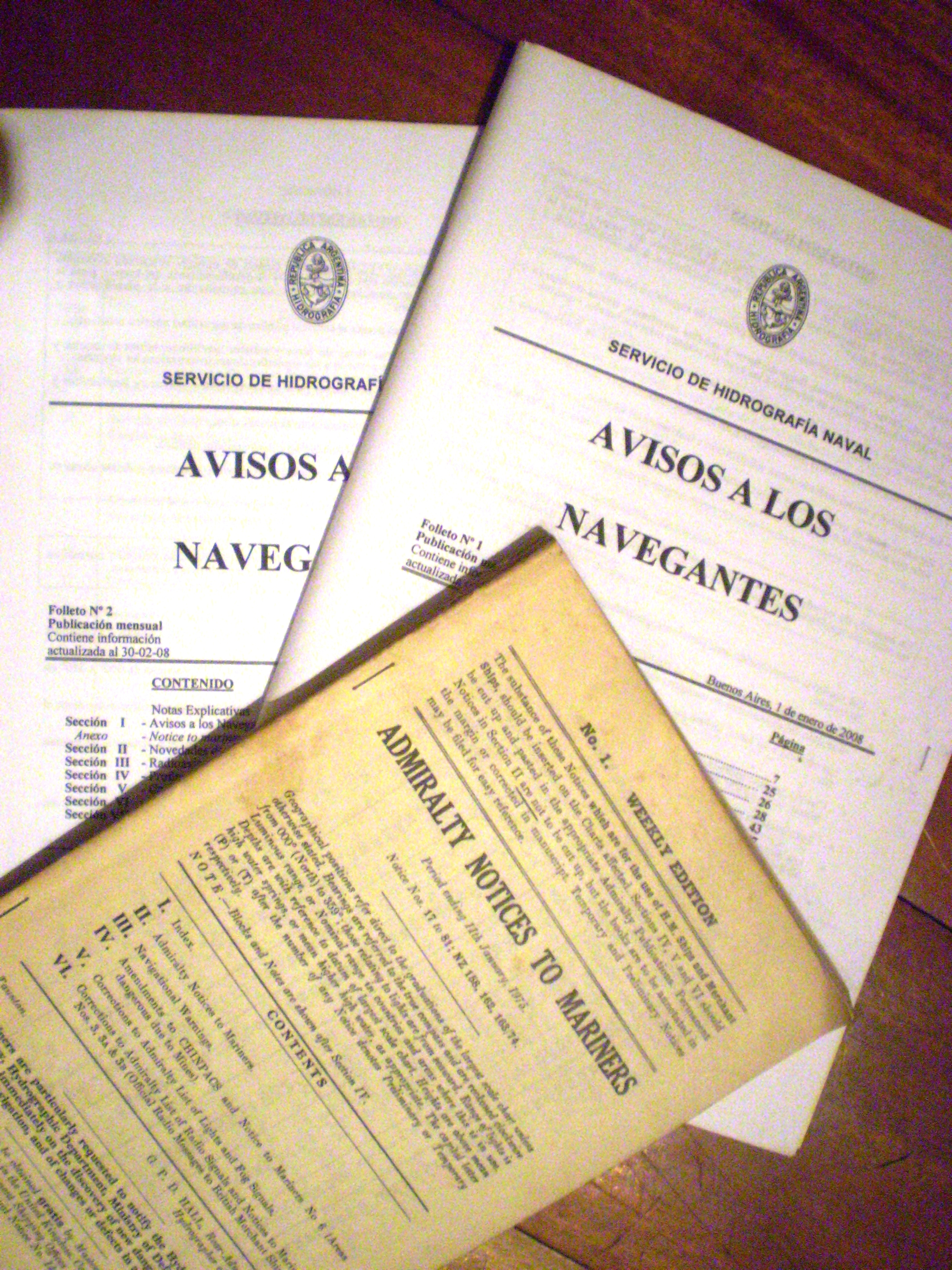
Argentinska och brittiska nummer av underrättelser för sjöfarande.

Underrättelser för sjöfarande (UfS, engelska: Notice to mariners, NtM) är notiser utgivna av nationella sjöfartsmyndigheter om förändringar och förhållanden till sjöss som till exempel sjökortsrättelser, öppningstider för broar och kanaler, sjöfynd, militära skjutövningar och så vidare. Mer än 60 länder ger ut underrättelser för sjöfarande, de flesta varje vecka eller månad medan andra endast gör det vid behov.
Den första underrättelsen för sjöfarande gavs ut av amerikanska Navy Hydrographic Office år 1869 och de blev också först med att starta periodvis utgivning år 1886. Sedan år 2013 publiceras svenska underrättelser för sjöfarande endast digitalt på Sjöfartsverkets hemsida.

## Exempel på utgivare
| Land           | Titel                                                      | Utgivare                                               | Frekvens       |
| -------------- | ---------------------------------------------------------- | ------------------------------------------------------ | -------------- |
| Brasilien      | Aviso aos navegadores                                      | Centro de Hidrografia da Marinha                       | varannan vecka |
| Finland        | Tiedonantoja merenkulkijoille Underrättelser för sjöfarare | Transport- och kommunikationsbyrån                     | tre per månad  |
| Frankrike      | Groupe d'Avis aux Navigateurs                              | Service hydrographique et océanographique de la Marine | veckovis       |
| Island         | Tilkynningar til sjófarenda                                | Landhelgisgæsla                                        | månadsvis      |
| Nederländerna  | Bericht aan zeevarenden                                    | Dienst der Hydrografie                                 | veckovis       |
| Norge          | Etterretninger for sjøfarende                              | Statens kartverk                                       | varannan vecka |
| Peru           | Aviso a los navegantes                                     | Dirección de Hidrografía y Navegación                  | månadsvis      |
| Polen          | Wiadomości Żeglarskie                                      | Biuro Hydrograficzne Marynarki Wojennej                | veckovis       |
| Storbritannien | Notice to mariners                                         | United Kingdom Hydrographic Office                     | veckovis       |
| Sverige        | Underrättelser för sjöfarare                               | Sjöfartsverket                                         | veckovis       |
| Tyskland       | Nachrichten für Seefahrer                                  | Bundesamt für Seeschifffahrt und Hydrographie          | veckovis       |
| USA            | Notice to mariners                                         | National Geospatial-Intelligence Agency                | veckovis       |